# Bistum Agen
Das im Südwesten Frankreichs gelegene Bistum Agen (lateinisch Dioecesis Agennensis, französisch Diocèse d’Agen) wurde im 4. Jahrhundert begründet und gehört heute dem Erzbistum Bordeaux als Suffraganbistum an. Nachdem es im Jahr 1317 Gebiete zur Gründung des Bistums Condom abgegeben hatte, umfasst es heute das Département Lot-et-Garonne.

## Kathedrale
Die alte Kathedrale St-Étienne wurde während der Französischen Revolution zerstört; die ehemalige Kollegiatkirche St-Caprais übernahm ihre Aufgabe ab dem Jahr 1802.

## Weblinks

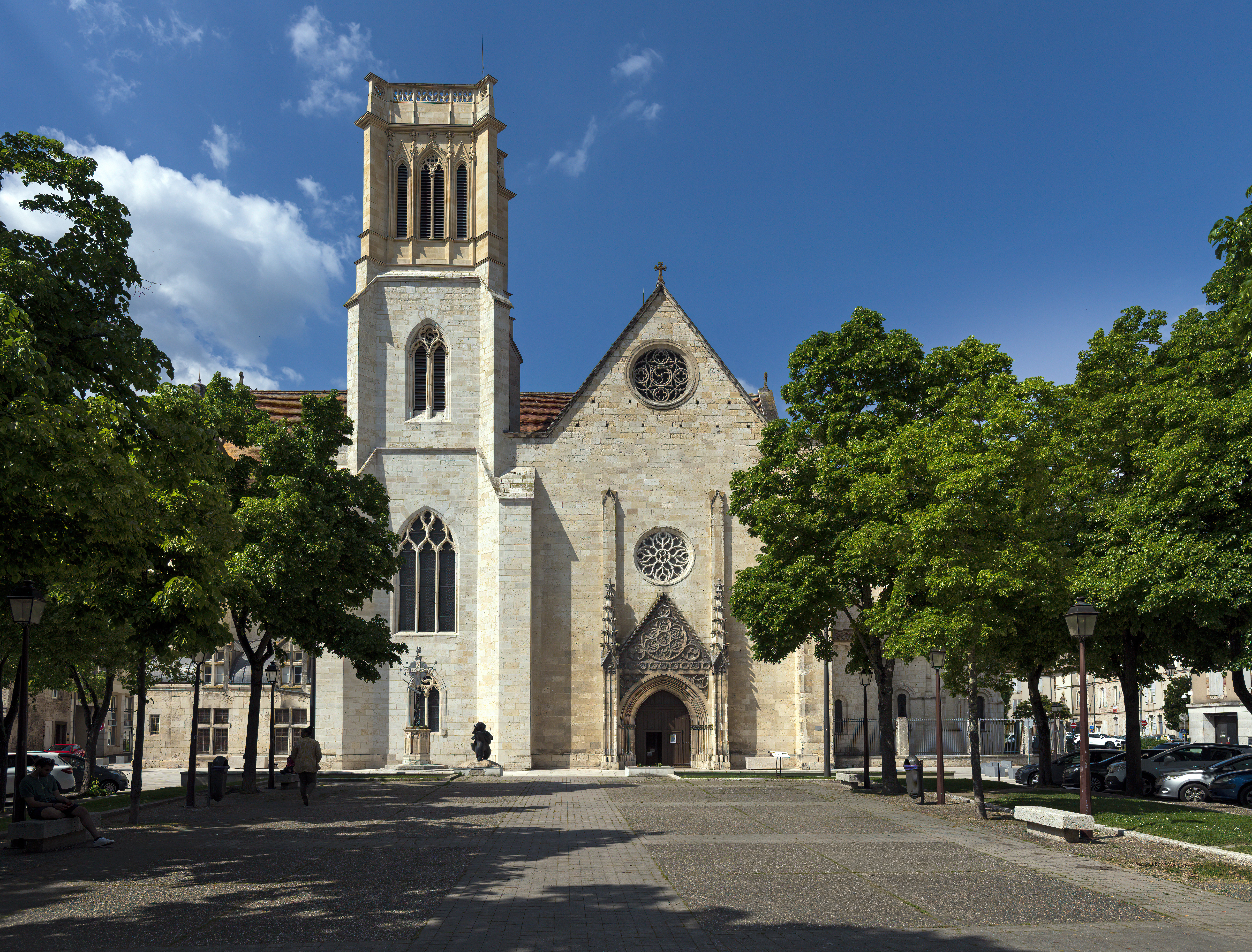
Kathedrale Saint-Caprais in Agen